# Willem Vermeend
Wilhelmus Adrianus Franciscus Gabriël (Willem) Vermeend (ur. 21 grudnia 1948 w Zuilen) – holenderski polityk, prawnik i nauczyciel akademicki, działacz Partii Pracy (PvdA), poseł do Tweede Kamer, w latach 2000–2002 minister.

## Życiorys
Kształcił się w zakresie ekonomii, zaś w 1974 ukończył studia z zakresu prawa podatkowego na Uniwersytecie w Groningen. W latach 1975–1984 pracował jako nauczyciel akademicki na Uniwersytecie w Lejdzie, na których doktoryzował się w 1983. Później wykładał również na Uniwersytecie w Groningen i na Universiteit Maastricht. Jako publicysta współpracował z dziennikiem „de Volkskrant”.
Zaangażował się w działalność polityczną w ramach Partii Pracy. W 1984 objął mandat posła do Tweede Kamer. Reelekcję do niższej izby Stanów Generalnych uzyskiwał w wyborach w 1986, 1989, 1994, 1998 i 2002. Od sierpnia 1994 do marca 2000 w dwóch rządach Wima Koka pełnił funkcję sekretarza stanu w resorcie finansów, odpowiadając za podatki i finanse samorządów. W marcu 2000 objął urząd ministra spraw społecznych i zatrudnienia, zastępując Klaasa de Vriesa. Sprawował go do lipca 2002.
W tym samym roku zrezygnował z zasiadania w parlamencie. Objął profesurę na Maastricht University. Zajął się także działalnością doradczą oraz biznesową. Powoływany również w skład rad nadzorczych i doradczych różnych przedsiębiorstw oraz organizacji.
Odznaczony Orderem Oranje-Nassau IV klasy (2002).